# Mergus
Mergus er en slægt af fugle i familien af egentlige andefugle med fire nulevende arter, der er udbredt i Nord- og Sydamerika og Eurasien. 

## Arter
De fire arter i slægten:
- Brasiliansk skallesluger (Mergus octosetaceus)
- Stor skallesluger (Mergus merganser)
- Toppet skallesluger (Mergus serrator)
- Amurskallesluger (Mergus squamatus)